# August Nodnagel
August Nodnagel (* 17. Mai 1803 in Darmstadt; † 29. Januar 1853 ebenda) war ein deutscher Gymnasiallehrer und Schriftsteller.

## Leben
Nodnagel besuchte ab 1815 das Darmstädter Gymnasium. In dieser Zeit befreundete er sich mit Georg Gottfried Gervinus, mit dem er auch eine Zeitschrift plante. Er studierte von 1822 bis 1825 Theologie und Philologie an der Universität Gießen und wirkte zunächst als Hofmeister. 1828 ließ er sich als Privatlehrer in Darmstadt nieder.
Nodnagel wurde am 21. Mai 1833 Freiprediger der evangelischen Stadtgemeinde in seiner Heimatstadt. Zum 3. Februar 1835 erhielt er eine Stelle als außerordentlicher Lehrer am Gymnasium in Darmstadt. Dort wurde er zum 28. April 1836 ordentlicher Lehrer. Daneben trat er durch seine schriftstellerische Arbeit in Erscheinung. Sein Stück Ritter Rodenstein, der wilde Jäger. Ein Volksmärchen in 5 Acten wurde im März 1843 am Hoftheater Darmstadt aufgeführt.

## Werke (Auswahl)
- Gedichte, Offenbach 1822.
- (Hrsg.): Deutsche Sagen aus dem Munde deutscher Dichter und Schriftsteller, Arnold, Dresden und Leipzig 1836.
- (Hrsg.): Sieben Bücher deutscher Sagen und Legenden, Jonghaus, Darmstadt 1839.
- Deutsche Dichter der Gegenwart, 2 Bände, Diehl, Darmstadt 1842.
- Lessings Dramen und dramatische Fragmente: zum Erstenmale vollständig erläutert, Leske, Darmstadt 1842.